# Jackie Ormes
Jackie Ormes, de nacimiento Zelda Mavin Jackson, (Pittsburgh, 1 de agosto de 1911-Chicago, 26 de diciembre de 1985) fue una humorista gráfica, periodista, artista y activista estadounidense, conocida por ser la primera mujer afroamericana en producir tiras de prensa de publicación nacional, y por ser la autora de la tira Torchy Brown y la viñeta Patty-Jo 'n' Ginger.

## Trayectoria
Hija de Mary Brown Jackson y William Winfield Jackson, propietario de una imprenta y de una sala de cine, y que murió en un accidente automovilístico en 1917. Tras el fallecimiento de su padre, Ormes y su hermana mayor, Dolores, quedaron bajo el cuidado de sus tíos por una temporada. La madre se volvió a casar y la familia se mudó a la ciudad de Monongahela, donde Ormes se graduó de la escuela secundaria en 1930.
Dibujó y escribió durante toda la secundaria. Mostró sus primeras caricaturas, sobre sus compañeros y profesores, en el anuario de la escuela, del que fue también la directora de arte, en el curso 1929-1930. Durante esta etapa, escribió una carta al editor del Pittsburgh Courier, un periódico semanal afroamericano que se publicaba los sábados, en el cual realizó su primer trabajo como escritora cubriendo un combate de boxeo, que la convirtió en una amante de este deporte.
Comenzó en el periodismo como correctora de textos para el Pittsburgh Courier. También trabajó como editora y escritora independiente, cuyos temas trataban sobre casos policiales, asuntos judiciales y temas sociales.
Se casó con el contable Earl Ormes en 1931. La pareja se mudó a Salem, para que Earl pudiera estar cerca de su familia, pero Ormes no se sentía a gusto y finalmente se trasladaron a Chicago en 1942. Tuvieron una hija, Jaqueline, que murió con tres años a causa de un tumor cerebral.
Como humorista gráfica, alcanzó reconocimiento por ser la creadora de las tiras de prensa Torchy Brown in Dixie to Harlem y Torchy in Heartbeats, y de las viñetas Patty-Jo 'n' Ginger y Candy, que se publicaron en los periódicos estadounidenses de tirada nacional, Pittsburgh Courier y The Chicago Defender, durante 1937 y 1956, siendo la primera dibujante afroamericana en lograrlo.
Se retiró de la caricatura en 1956, aunque continuó con su producción artística, con murales, naturaleza muerta y retratos hasta que la artritis reumatoide que padecía se lo permitió. 
Fue voluntaria en su comunidad, South Side (Chicago) colaborando con la producción de espectáculos de moda y entretenimiento para recaudar fondos. También fue miembro de la junta directiva fundadora del DuSable Museum of African American History, el museo más antiguo dedicado al estudio y la preservación de la historia, la cultura y el arte afroamericanos, ubicado en Chicago.
Ormes fue coleccionista de muñecas, contaba con 150 figuras antiguas y modernas en su haber, y participó activamente en Guys and Gals Fantastique Doll Club, un capítulo de la United Federation of Doll Clubs de Chicago. 
Su esposo falleció en 1976. Ormes murió el 26 de diciembre de 1985, a los 74 años, a causa de una hemorragia cerebral, y fue enterrada, junto a su esposo en el Hope Cemetery de Salem.

## Trabajo como humorista gráfica
La primera tira cómica de Ormes, Torchy Brown in Dixie to Harlem, apareció por primera vez en el Pittsburgh Courier el 1 de mayo de 1937, y aunque su trabajo no fue sindicado de manera habitual, se leyó en todo el país, debido a que el periódico contaba con catorce ediciones. La protagonista, Torchy Brown, era una representación humorística de una adolescente de Misisipi que encontró fama y fortuna cantando y bailando en el Cotton Club. El viaje de Torchy desde Misisipi hasta la ciudad de Nueva York reflejaba el viaje de muchos afroamericanos que se aventuraron hacia el norte durante la Gran Migración Afroamericana. Fue a través de Torchy Brown que Ormes se convirtió en la primera mujer afroamericana en producir una tira cómica de aparición nacional, publicándose hasta el 30 de abril de 1938. Aunque la razón del abrupto final fue incierta, se presume que se debió a la finalización de su contrato.
En Chicago comenzó a escribir artículos ocasionales y, brevemente, una columna social para The Chicago Defender, uno de los principales periódicos semanales negros del país del momento. En el que también, apareció del 24 de marzo al 21 de julio de 1945, su caricatura de una sola viñeta, Candy; cuyo personaje era una atractiva y graciosa empleada doméstica.
El 1 de septiembre de 1945, el trabajo de Ormes volvió al Pittsburgh Courier, con la creación de Patty-Jo 'n' Ginger, una caricatura de una sola viñeta que se publicó durante 11 años, hasta el 22 de septiembre de 1956. Mostraba a dos hermanas, donde la menor tenía una personalidad precoz, perspicaz y con conciencia social y política, y la mayor, una silenciosa y hermosa mujer de estilo pin-up y que siempre vestía a la moda.
A partir del 19 de agosto de 1950, Pittsburgh Courier comenzó un inserto de cómic en color de ocho páginas, donde Ormes reinventó a su personaje Torchy, convirtiéndola en una nueva tira cómica que llamó: Torchy in Heartbeats. Esta vez, Torchy se mostraba como una mujer hermosa e independiente que vivía aventuras mientras busca el amor verdadero. La tira fue probablemente más conocida por su última entrega del 18 de septiembre de 1954, cuando Torchy y su novio, el médico Paul Hammond, se enfrentaron al racismo ambiental. Ormes usó a Torchy in Heartbeats como un altavoz para visibilizar diversos temas relevantes de la época, mostrando una imagen de una mujer negra que, en contraste con las representaciones estereotipadas de los medios de comunicación, era segura, inteligente y valiente. Además, Ormes expresó su talento para el diseño de moda, así como su visión de un hermoso cuerpo femenino negro, en Torchy Togs, un complemento al final de la publicación, en el que aparecía una muñeca de papel con elegantes atuendos para recortar y vestir al personaje.

## Muñecas Patty-Jo
Ormes contrató a la compañía de muñecas Terri Lee en 1947, para producir una muñeca basada en su personaje infantil. La muñeca Patty-Jo comenzó a venderse en Navidad de ese mismo año y fue la primera muñeca negra realista fabricada en Estados Unidos y que contaba con un amplio vestuario de lujo. Al igual que en la caricatura, la muñeca representaba a una niña real, en contraste con la mayoría, que eran tipo bebé o tipo Topsy, y eran populares entre los niños blancos y negros. En diciembre de 1949, el contrato de Ormes con la empresa Terri Lee no se renovó y la producción terminó, a partir de este momento, las muñecas Patty-Jo se convirtieron en artículos de colección muy buscados.

## Contenido y legado
Sus heroínas, incluyendo la icónica Torchy in Heartbeats, son mujeres fuertes e independientes con conciencia social y política, que luchan por alcanzar sus metas contra todo pronóstico, desafían las normas sociales, superan las pruebas y pasan a la siguiente aventura. En una entrevista, Ormes compartió la opinión de que no le gustaban las "mujercitas soñadoras que no pueden sostenerse por sí mismas". Sus creaciones no solo desafiaron las expectativas de las mujeres negras, sino que ofrecieron a sus lectores fuertes modelos de lo que podría llegar a ser la próxima generación de poderosas jóvenes negras.
Las heroínas de Ormes se enfrentaron a desafíos en situaciones cotidianas y contemporáneas, como los peligros de ser mujer en un entorno desconocido. Aunque creó una historia de ensueño para Torchy Brown, el personaje también se enfrentaba a la decepción, a compañeros poco comprensivos, al racismo, al peligro y al desamor; y sin importar las dificultades, salía adelante. Propuso a sus lectoras un modelo de mujer en el que podían creer, apoyar y aspirar a ser.
Ormes abordó temas sociales y políticos en todos los contextos, desde la raza hasta el sexo y la contaminación ambiental. Estuvo involucrada en causas humanitarias, y su pasión por las ideologías de izquierda después de la Segunda Guerra Mundial, la llevó a ser investigada a finales de 1940, por el FBI durante el Macartismo.

## Premios y reconocimientos
En 1953, Ormes fue una de las siete mujeres que apareció en los documentales One tenth of a nation. Achievements, realizados por la compañía de origen afroamericano, American Newsreel, con el objetivo de destacar las contribuciones de los afroamericanos a sus comunidades y a la nación. Hasta 1989, Ormes fue la única mujer negra humorista gráfica estadounidense, sindicada a nivel nacional.
En 2007, la ilustradora de cómics, Cheryl Lynn Eaton creó The Ormes Society, una comunidad online para promover y visibilizar el trabajo de las mujeres negras de la industria del cómic, cuyo nombre hace honor su carrera.
Nancy Goldstein escribió en 2008 una biografía sobre Ormes, publicada por la editorial University of Michigan Press, libro que se convirtió en el top 10 del año en las listas de biografías, de libros de arte y de historia negra de no ficción, por la Asociación de Bibliotecas de Estados Unidos, y en el mejor libro de 2008 por The Village Voice.
Ormes fue admitida, a título póstumo en 2014, en el National Association of Black Journalists Hall of Fame, homenaje que se otorga anualmente a legendarios periodistas negros por sus contribuciones al sector. También fue incluida en 2018, por elección del jurado, en el Salón de la Fama del Premio Eisner, uno de los más importantes reconocimientos al trabajo creativo de artistas de la industria del cómic en Estados Unidos y que se entrega cada año durante la Convención Internacional de Cómics de San Diego. El 1 de septiembre de 2020 un Doodle de Google rindió homenaje a su trabajo.
En octubre de 2016, la Pennsylvania Historical and Museum Commission, erigió una placa en su honor para conmemorar y recordar su labor por ayudar a romper los estereotipos raciales y de género de la época, que se encuentra en el Chess Park de Monongahela, una de las principales atracciones de esa comunidad.
La cineasta Susan Reib se interesó por la historia de Ormes y adquirió los derechos para realizar un largometraje basado en su vida y su personaje, Torchy Brown, representado como su alter ego.